# Möckeln, Uppvidinge kommun
Möckeln är en sjö i Uppvidinge kommun i Småland och ingår i Alsteråns huvudavrinningsområde. Sjön är 11,6 meter djup, har en yta på 1,88 kvadratkilometer och befinner sig 230 meter över havet. Sjön avvattnas av vattendraget Alsterån. Vid provfiske har bland annat abborre, gädda, mört och sik fångats i sjön.

## Delavrinningsområde
Möckeln ingår i det delavrinningsområde (631060-147800) som SMHI kallar för Utloppet av Möckeln. Medelhöjden är 237 meter över havet och ytan är 12,98 kvadratkilometer. Det finns inga avrinningsområden uppströms utan avrinningsområdet är högsta punkten. Avrinningsområdets utflöde Alsterån mynnar i havet. Avrinningsområdet består mestadels av skog (69 procent). Avrinningsområdet har 1,88 kvadratkilometer vattenytor vilket ger det en sjöprocent på 14,5 procent.

## Fisk
Vid provfiske har följande fisk fångats i sjön:
- Abborre
- Gädda
- Mört
- Sik
- Siklöja